# Timotheus Winczian
Timotheus Winczian (Beravci, 22 giugno 1769 – Varaždin, 27 settembre 1829) è stato un militare austriaco. Fu attivo durante le guerre rivoluzionarie francesi e le guerre napoleoniche.

## Biografia
Figlio di un soldato di fanteria Grenz, nacque a Beravci, in Slavonia, il 22 giugno 1769. Si arruolò nel 1782 e l’11 novembre 1786 fu nominato cadetto portabandiera presso il 12° reggimento di fanteria Joseph Graf Khevenhüller-Metsch. Successivamente prestò servizio nello stato maggiore del Quartiermastro Generale e nel 1801, con il grado di maggiore, ritornò al 12° reggimento di fanteria Manfredini.
Fu promosso a tenente colonnello nel 1806 e a colonnello nel 1809. Ricostruendo gli spostamenti del suo reggimento, si può intuire che prese parte alla campagna di Ulma del 1805 e che nel 1809, dopo essere stato impiegato in Baviera, dove partecipò alla battaglia di Teugn-Hausen, combatté sia nella battaglia di Aspern-Essling sia in quella di Wagram. Più tardi, nel 1813, dopo essere stato nominato maggior generale, fu aggregato all'esercito dell'Austria interna del generale Hiller, prendendo parte alla sua successiva campagna in Italia.
Nel 1814 si ritirò dal servizio attivo e nel 1816 si ritirò definitivamente dalla carriera militare, stabilendosi a Varaždin, dove morì il 27 settembre 1829.